# Jost Nickel (Sprachforscher)

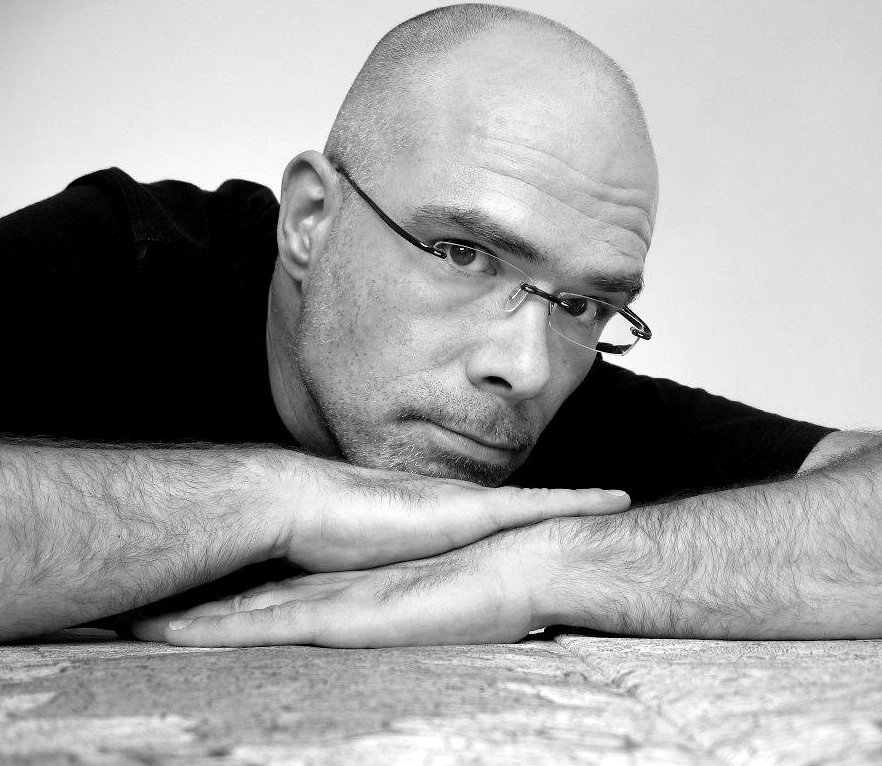
Jost Nickel (2007)

Jost Nickel (* 4. November 1968 in Dernbach (Westerwald); † 11. Januar 2009 in Hamburg) war Systementwickler und wissenschaftlicher Mitarbeiter der Philipps-Universität Marburg (Forschungszentrum Deutscher Sprachatlas) und an der Entwicklung der digitalen Ausgabe von Georg Wenkers Sprachatlas des Deutschen Reichs („Digitaler Wenker-Atlas“, DiWA) entscheidend beteiligt. Nickel gilt daher als Pionier der digitalisierten Sprachforschung.

## Leben und Ausbildung
Jost Nickel wuchs in Selters im Westerwald auf, wo er auch die Grundschule besuchte. Nach dem Abitur am Martin-Butzer-Gymnasium in Dierdorf studierte er von 1991 bis 1999 Phonetik, Linguistische Datenverarbeitung und Germanistik an der Universität Trier.
Von 2001 bis 2009 war Nickel Wissenschaftlicher Angestellter beim Forschungszentrum Deutscher Sprachatlas in Marburg. Dort war er für die Entwicklung von geographischen Informationssystemen und Webanwendungen zuständig.

## Werk
Nickel beschäftigte sich mit der Verarbeitung und Interpretation sprachgeografischer Daten, insbesondere durch Computerprogramme. Sein Lebenswerk ist die digitale Aufbereitung und Onlinestellung des Sprachatlas des Deutschen Reichs unter dem Projektnamen Digitaler Wenker-Atlas (kurz DiWA). Dabei setzte er Sprachkarten, Tonaufnahmen, Literaturquellen und Ergebnisse empirischer Erhebungen verschiedener Zeitstufen in einen direkten Bezug zueinander. So entstand ein allgemein zugängliches und anerkanntes Forschungsinstrument, welches es Sprachwissenschaftlern etwa erlaubt, Dialekte geografisch und zeitlich zu vergleichen und zuzuordnen. Diese bis dahin einmalige Leistung gilt als „technische Revolution der Sprachgeographie“ und machte Nickel zu einem gefragten Kooperationspartner.
Der Digitale Wenker-Atlas, der im Jahr 2009 der größte Sprachatlas der Welt war, bereitet die Informationen zudem so auf, dass sie auch interessierten Laien zugänglich sind.
Nickel konzipierte und realisierte das Projekt Digitaler Luxemburgischer Sprachatlas (kurz LuxSA).
Er war an den Projekten Informationssystem Sprachgeographie (kurz ISSG) sowie Atlas spätmittelalterlicher Schreibsprachen des ostniederdeutschen Raumes (für den er einen digitalen Atlas als Beilage erstellte), beteiligt.
Aufgrund seines frühen Todes konnte er seine Mitarbeit im Projekt Datenbank der bairischen Mundarten in Österreich electronically mapped (kurz dbo@ema), für das Daten aus einer bestehenden Datenbank (DBÖ) zu konvertieren waren, nicht mehr fertigstellen.

## Veröffentlichungen (Auswahl)
- Jost Nickel mit Alfred Lameli und Roland Kehrein: Möglichkeiten der computergestützten Regionalsprachenforschung am Beispiel des digitalen Wenker-Atlas. Erschienen in: Georg Braungart et al. (Hrsg.): Jahrbuch für Computerphilologie 7, 2005, Seiten 149–170.
- Jost Nickel: Das Informationssystem Sprachgeographie: Ein Kartographiegrogramm für die Variationslinguistik. Erschienen in: Forschungsinstitut für deutsche Sprache, Deutscher Sprachatlas, Stephan Elspaß, Werner König (Hrsg.): Germanistische Linguistik 190-191, Georg Olms Verlag 2008
- Eveline Wandl-Vogt, Jost Nickel: dbo@ema. Die Datenbank der bairischen Mundarten in Österreich (DBÖ) auf dem Weg ins Internet. Erschienen in: Heinz Dieter Pohl (Hrsg.): Akten der 10. Arbeitstagung für bayerisch-österreichische Dialektologie (Klagenfurt, 19.-22. September 2007). Klagenfurter Beiträge zur Sprachwissenschaft 24-26 (2008-2010). praesens 2010, Seiten 458–471.

## Mitgliedschaften
- International Society of Phonetic Sciences (ISPhS) (2000: Fellow)
- International Association for Forensic Phonetics and Acoustics (IAFPA)
- Internationale Gesellschaft für Dialektologie des Deutschen (IGDD)
- Gesellschaft für Klassifikation (GfKl)
- Forum Sprachvariation
- Microsoft Developer Network Academic Alliance
- NAVTEQ Network for Developers